# Facade (arkitektur)
 For alternative betydninger, se Facade. (Se også artikler, som begynder med Facade)
Facade (af ital. facciata, opr. fra latin, facies = ansigt) betegner den ydre afslutning af en bygning. En facade (også benævnt eksteriør) er dermed det modsatte af en bygnings indre, dens interiør. Facade kan enten bruges i betydningen hovedfacade, altså en bygnings primære forside, eller til at beskrive alle bygningens lodrette sider mod flere verdenshjørner. Sidstnævnte beskrivelse hedder en facadetegning.
Facade i den første betydning er ofte i arkitekturhistorien blevet anvendt til at beskrive en bygnings primære, repræsentative lodrette afslutning, ofte vendt mod en gade, plads, torv, eller vej, eksempelvis en kirkes vestfacade. Frem til modernismen havde en bygning sædvanligvis én eller to primære facader, mens de øvrige sider var sekundære.
Siden modernismen er en bygnings ydre afslutning ofte blevet udformet mere demokratisk, med ligelig betoning af alle sider, hvilket har ført til, at facade således også kan anvendes i betydningen: alle ydre lodrette flader af en bygning, fx de fire sider på et typisk højhus.
I butikslivet har facaden en fremtrædende betydning. Når en ny butik flytter ind ændres facaden gerne så butikken får et passende udseende. Der er mange arkitektfirmaer der arbejder med at ændre facader. Mange bygninger af beton har i dag fået en ny facade fordi betonen er blevet skrøbelig og ikke tåler regn. Facadeelementer der kan forme en skal der kan give læ for vejr og vind konstrueres specielt til hver bygning. Facadeelementer er blevet mere udbredt og f.eks. IKEA har deres helt eget facadeudtryk.
| Arkitektur | Spire Denne arkitekturartikel er en spire som bør udbygges. Du er velkommen til at hjælpe Wikipedia ved at udvide den. |